# Wolfgang Güllich
Wolfgang Güllich, född 24 oktober 1960 i Ludwigshafen am Rhein, Tyskland, död 31 augusti 1992 i Ingolstadt, var en tysk sportklättrare som 1991 klarade klätterleden Action Directe som är graderad till XI (UIAA gradering). Det motsvarar ungefär den franska klättergraden 8c+/9a. Senare har Action Directe betraktats som en slags definition av sportklättergraden 9a.
Güllich var också framstående på andra klättermässiga plan. Till exempel frisolade han 1986 den relativt svåra men enormt exponerade taksprickan Separate Reality (7a/7b), ett dåd som fick vänta 19 år tills den österrikiske klättraren Heinz Zak gjorde om bedriften i maj 2005.
Güllich var, tillsammans med den amerikanske klättraren Ron Kauk, klättringsstand-in för skådespelaren Sylvester Stallone under inspelningen av filmen Cliffhanger (som huvudsakligen spelades in i de italienska Dolomiterna i bergen i och omkring Cortina d'Ampezzo). Güllich avled dock innan filmen fick premiär (28 maj 1993) efter att han somnat vid ratten i sin bil på autobahn mellan München och Nürnberg och kört av vägen den 29 augusti 1992. Han dog två dagar senare, den 31 augusti, på ett sjukhus i Ingolstadt efter att han aldrig återfått medvetandet.
Güllich var under sin klättringskarriär 178 centimeter lång och vägde 68 kilogram.